# Михайлов, Марс Константинович
Марс Константинович Михайлов (род. 17 июня 1938, Татарская АССР, СССР) — доктор медицинских наук, профессор. Ректор Казанской государственной медицинской академии (1980—2007). Академик Академии наук Республики Татарстан (с 1991 года).

## Биография
Марс Михайлов родился 17 июня 1938 года в Татарской ССР в семье сельского учителя. В 1962 году окончил Государственный институт для усовершенствования врачей имени В. И. Ленина (ГИДУВ) (ныне — Казанская государственная медицинская академия). После окончания института, до 1964 года, работал хирургом в Заинской районной больнице. В 1970 году досрочно завершил аспирантуру кафедры рентгенологии ГИДУВ. В том же году защитил диссертацию на соискание учёной степени кандидата медицинских наук.
С 1970 года по 1980 год ассистент, профессор, заведующий кафедрами рентгенологии, лучевой диагностики Государственного института для усовершенствования врачей имени В. И. Ленина.
В 1978 году защитил диссертацию на соискание учёной степени доктора медицинских наук. В 1980 году избран ректором Казанской государственной медицинской академии. С 1982 года заведующий кафедрой лучевой диагностики. С 1991 года Академик Академии наук Республики Татарстан. С 1990 по 1995 год возглавлял комиссию по здравоохранению в Верховном Совете Республики Татарстан.
В 1988 году Марсу Михайлову присвоено звание «Заслуженный деятель науки ТАССР», а в 1995 году — звание «Заслуженный деятель науки Российской Федерации».

### Семья
- Жена — Михайлова Алиса Хайрулловна — преподаватель на кафедре терапии Казанской государственной медицинской академии, заслуженный врач Республики Татарстан.
- Сын — Михайлов Игорь Марсович — кандидат медицинских наук, доцент. Заместитель генерального директора по диагностике и медицинской технике Городской клинической больницы № 12 г. Казани[3].
- Сноха — Гульнар Рифатовна Вагапова — доктор медицинских наук, профессор. Заведующая кафедрой эндокринологии Казанской государственной медицинской академии, профессор, член-корреспондент Академии Наук республики Татарстан.
- Внук — Михайлов Азат Игоревич — кандидат медицинских наук, врач онкологического центра им. Н. Н. Блохина.

## Награды
- Орден Почёта
- Заслуженный деятель науки Российской Федерации (6 января 1995) — за заслуги в научной деятельности
- Знак «Отличник здравоохранения» (1978)
- Медаль «За доблестный труд»
- Золотая медаль Академии наук Республики Татарстан «За достижения в науке» (2018)[4].

## Книги и публикации
Марс Михайлов автор более 400 научных работ, в том числе 35 монографий
- Обеспечение радиационной безопасности эконсмически активного населения при проверочной флюорографии органов грудной полости с использованием цифровых технологий / Михайлов М. К., Рыжкин С. А., Иванов С. И., НиЗамов И.Г., Валитов Ф. М., Зайнутдинова Н. Ф. // Общественное здоровье и здравоохранение. 2006. № 4. С. 97-101.
- Роль современных методов лучевой диагностики в планировании хирургического этапа имплантации / Михайлов М. К., Салеева Г. Т., Ярулина З. И., Михалев П. Н. / Практическая медицина. 2009. № 1 (33). С. 24-28.
- Первый опыт стентирования вен подвздошно-бедренного сегмента / Игнатьев И. М., Бредихин Р. А., Володюхин М. Ю., Ахметзянов Р. В., Михайлов М. К. // Ангиология и сосудистая хирургия. 2011. Т. 17. № 1. С. 97-104.
- Комплексная лучевая диагностика заболеваний, функциональных расстройств, пороков развития, опухолевых поражений желудочно-кишечного тракта у новорожденных, детей грудного возраста и взрослых больных / Акберов Р. Ф., Диомидова В. Н., Михайлов М. К., Муравьев В. Ю., Загот С. Р., Иванов А. И., Алиева И. М. // Казань, 2014.
- Непосредственные результаты рентгенэндоваскулярной диагностики и лечения тромботических окклюзий артерий нижних конечностей методом селективного тромболизиса / Гадеев А. К., Луканихин В. А., Миндубаев Л. Г., Остроумов Б. А., Бредихин Р. А., Михайлов М. К. // Лучевая диагностика и терапия. 2013. № 1 (4). С. 73-77.
- Роль и место лучевой диагностики в современных условиях / Михайлов М. К. // Практическая медицина. 2018. № 2 (41). С. 15.